# Chiesa di Sant'Antonino Martire (Grumento Nova)
La chiesa di Sant'Antonino Martire è la parrocchiale di Grumento Nova, in provincia di Potenza e arcidiocesi di Potenza-Muro Lucano-Marsico Nuovo; fa parte della zona pastorale della Val d'Agri.

## Storia
Le prime notizie su un luogo di culto intitolato a sant'Antonino risalgono al 1118 e sono contenute in una lapide; questa chiesa era sorta presumibilmente sui resti di un antico tempio pagano del III-XIV secolo ed era dedicato al dio Serapide.
L'evento sismico del 1857 distrusse completamente la chiesa, la quale venne poi riedificata in stile neoclassico; dieci anni dopo, nel 1867, a causa di una controversia tra l'arciprete e il vescovo di Marsico Nuovo, alla parrocchiale fu revocato il titolo di collegiata.
Nel 1975 si procedette all'adeguamento liturgico secondo le norme postconciliari mediante l'aggiunta dell'altare rivolto verso l'assemblea; il terremoto dell'Irpinia del 1980 arrecò all'edificio diverse lesioni che furono poi sanate con un restauro conclusosi entro la metà del decennio.
Tra il 2013 e il 2014 venne eseguito il rifacimento intero dell'impianto termico e di quello elettrico.

## Descrizione

### Facciata
La facciata a capanna della chiesa, rivolta a sudovest, è suddivisa da una cornice in due registri, entrambi scanditi da quattro lesene; quello inferiore presenta centralmente il portale d'ingresso timpanato e ai lati due nicchie, mentre quello superiore è caratterizzato da una finestra e coronato dal frontone triangolare al di sopra del quale si eleva il campaniletto a vela.
Annesso alla parrocchiale è il campanile a base quadrata, la cui cella presenta su ogni lato una monofora a tutto sesto ed è coperta dal tetto a quattro falde.

### Interno
L'interno dell'edificio, la cui pianta è a croce latina, si compone di un'unica navata, con soffitto piano, sulla quale si affacciano i modesti sfondamenti laterali e i bracci del transetto, introdotti da archi a tutto sesto, e le cui pareti sono scandite da lesene sorreggenti la trabeazione modanata e aggettante sopra la quale si eleva un registro attico caratterizzato dalle finestre.
Qui sono conservate diverse opere di pregio, tra le quali alcuni lacerti di affreschi del Cinquecento e un dipinto avente come soggetto l'Ultima Cena, risalente al XIX secolo